# 저작 시스템
저작 시스템(authoring system, 오소링 시스템)은 상호작용 멀티미디어 소프트웨어 타이틀 개발을 위해 미리 프로그래밍된 요소들을 갖춘 프로그램이다. 저작 시스템들은 사용자가 멀티미디어 객체들을 조작하기 위한 멀티미디어 애플리케이션들을 만들 수 있는 소프트웨어로 정의할 수 있다.

## 저작 언어
저작 언어(authoring language, 오소링 언어)는 강좌, 컴퓨터 기반 트레이닝 코스 소프트웨어, 웹사이트, CD-ROM 및 기타 상호작용 컴퓨터 프로그램을 만들기 위해 사용되는 프로그래밍 언어이다. 저작 시스템(패키지)들은 일반적으로 고급 시각 도구를 제공하므로 프로그래밍 코드 작성 없이 온전한 시스템을 디자인할 수 있으나 저작 언어는 더 심도있는 용도를 위해 존재한다.

### 저작 언어의 예
- 닥북
- DITA
- PILOT
- TUTOR

### 웹 저작 언어의 예
- Bigwig

## 같이 보기
- 학습 관리 시스템
- SCORM
- HTML 편집기
- XML 편집기
- 게임 엔진